# Åsnen
Åsnen est un lac situé dans les communes de Avesta, Tingsryd et Växjö du comté de Kronoberg, en Suède. C'est le deuxième plus grand lac du Småland après Bolmen (sans compter le Vättern qui n'est que partiellement dans le Småland). Le lac a une forme très irrégulière avec de nombreux fjärd et une multitude d'îlots. Il est partiellement protégé par plusieurs réserves naturelles, et la partie occidentale devrait être protégée comme parc national en 2017. L'ensemble du lac est aussi inclus dans le réseau Ramsar depuis 2013.